# Catherine Millet

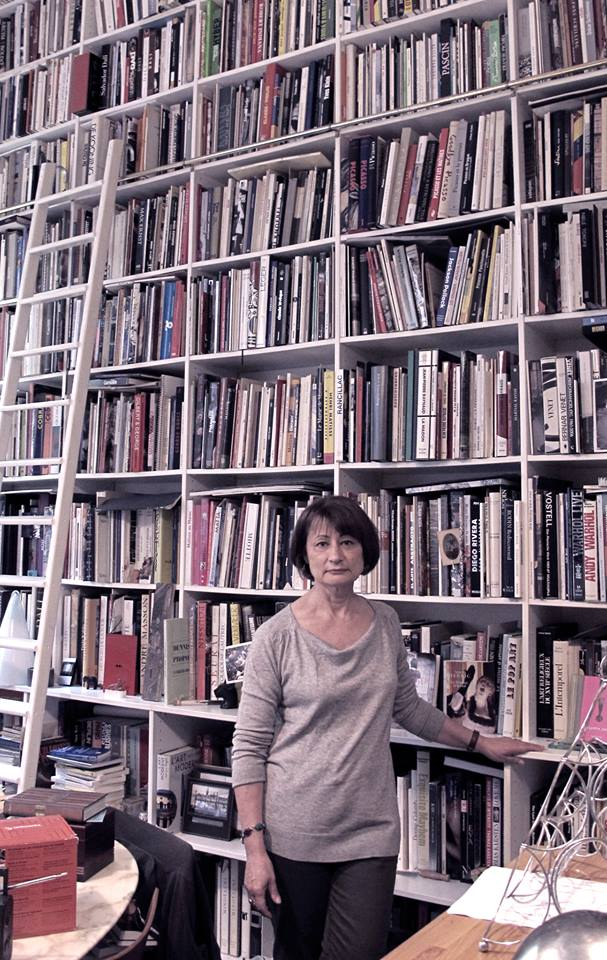
Catherine Millet

Catherine Millet (Bois-Colombes, França, 1 de abril de 1948) é uma curadora, crítica de arte e escritora francesa.
Fundadora e diretora da Art Press, uma das mais influentes revistas de arte francesas, Catherine Millet é autora de vários livros sobre arte contemporânea e especialista na obra do pintor espanhol Salvador Dalí e do artista plástico Yves Klein. Nenhum desses livros lançado no Brasil.
Em 2001, Catherine tornou-se mundialmente conhecida ao conquistar milhões de leitores com o polêmico "A Vida Sexual de Catherine M.". A autora deixou cair a máscara de respeitada crítica de arte ao expor publicamente os detalhes de sua movimentada vida sexual, descrevendo de forma expícita uma irrefreável sequência de relações sexuais que envolviam desconhecidos, grupos de até 150 pessoas e os mais variados cenários, entre clubes, beiras de estradas, praças públicas ou casas de amigos. As descrições precisas de cenas sexuais e as fotos íntimas dividiram os críticos; seria a obra da autora Catherine Millet, autoficção? Se este for o caso, pode-se pensar a obra não como verdadeiro ou falso, mas como mera autobiografia ficcional. Autoficção combina dois estilos, paradoxalmente contraditórias: a de autobiografia e ficção. Neste sentido, alguns viram o livro como um marco da liberdade feminina, outros consideraram pornografia. O fato é que "A Vida Sexual..." vendeu mais de 2,5 milhões de exemplares em 47 países, mais de 120 mil no Brasil.
Em 2009, Catherine Millet lança "O Outro Lado de Catherine M.", uma obra que aborda as relações estáveis e as crises de ciúmes vividas pela escritora em paralelo às aventuras sexuais contadas no livro de 2001. Por conta deste lançamento, a autora estará presente no Brasil, na Festa Literária Internacional de Paraty (FLIP).